# Papež Aleksander IV.
Papež Aleksander IV., rojen kot Rinaldo dei Conti di Segni, je bil rimski škof (papež) Rimskokatoliške cerkve, * okrog 1199 Jenne (Lacij, Papeška država
 Sveto rimsko cesarstvo), † 25. maj 1261 Viterbo (Papeška država, Sveto rimsko cesarstvo.

## Življenjepis
Rinaldo dei Conti di Segni je bil potomec starodavne plemiške rodovine Segni, ki je dala Cerkvi več odličnih cerkvenih dostojanstvenikov, med njimi tudi dva papeža: Inocenca III. ter Gregorja IX.. Za kardinala-diakona ga je imenoval 1227 njegov stric Gregor IX, štiri leta pozneje pa za ostijskega kardinala-škofa. 

### Papež
Za papeža so ga izvolili 12. decembra 1254. v Neaplju, a kronan je bil 20. decembra istega leta. 

### Delovanje
Aleksander IV. se je odločno zoperstavil takrat začetemu preganjanju čarovnic. Po njegovem mnenju bi se morala Cerkev omejiti na boj zoper heretike kot so bili katari in valdežani. Zato je opozarjal papež 20. januarja 1260  inkvizitorje na začetku 13. stoletja osnovanega dominikanskega reda: 
 »Zadeva, ki vam je zaupana (namreč boj proti herezijam in heretikom) je tako pomembna, da se od nje ne smete odvrniti z zasledovanjem drugovrstnih prestopkov. Zato smete sprejemati postopke zoper praznoverje in čarovništvo le tedaj, kadar sta očitno posledica herezije. V vseh drugih primerih je te postopke treba prepustiti za to določenim posvetnim sodnikom« (CIC, Liber Sextus 5,2,8 ).
Aleksander je 1256 v Rimu združil razne puščavniške skupina na vrhovnem kapitlju v eno družbo, ki jo je povzdignil v »puščavnike svetega Avguština« (Augustiner-Eremiten). V ta namen je objavil bulo  Licet Ecclesiae Catholicae.

Trudil se je tudi za obnovitev krščanske edinosti, vendar na Vzhodu za to ni našel razumevanja. 
Stiškim cistercijanom je papež Aleksander IV. 12. decembra 1255 potrdil vse pravice in svoboščine, ki so jih samostanu podelili njegovi predniki. Podobno listino je 13. marca 1257 izdal za kartuzijo v Bistri, ki se v listini imenuje po kraju Borovnica (Vrovnitz); v njej je podelil dva papeška privilegija, ki sta omogočala nemoteno delovanje samostana, med drugim tudi oprostitev od mitnine.

### Dela
- »Documenta Catholica Omnia« (v latinščini). Pridobljeno 6. decembra 2011.

## Smrt
Papež Aleksander je umrl v Viterbu dne 25. maja 1261. Njegovo truplo so položili k počitku v viterbsko stolnico; ko so jo v 16. stoletju obnavljali, je za njimi izginila sled.